# Костровский сельский округ (Московская область)
Костровский сельский округ — упразднённая административно-территориальная единица, существовавшая на территории Истринского района Московской области в 1994—2006 годах.
Костровский сельсовет был образован в первые годы советской власти. По данным 1919 года он входил в состав Лучинской волости Звенигородского уезда Московской губернии. Не позднее 1921 года Костровский с/с был упразднён.
В 1929 году Костровский с/с был восстановлен в составе Воскресенского района Московского округа Московской области путём объединения Жилкинского и Скрябинского с/с.
31 августа 1930 года Воскресенский район был переименован в Истринский.
17 июля 1939 года к Костровскому с/с был присоединён Телепнёвский сельсовет (селения Дергайково, Киселёво, Леоново, Новосёлово, Телепнёво), а также селение Дубровское упразднённого Дубровского с/с. Одновременно из Костровского с/с в Брыкинский сельсовет была передана станция Холщёвики.
26 декабря 1956 года к Костровскому с/с был присоединён Мансуровский с/с.
7 декабря 1957 года Истринский район был упразднён и Костровский с/с был передан в Красногорский район.
28 июля 1960 года Костровский с/с был передан в восстановленный Истринский район.
1 февраля 1963 года Истринский район был упразднён и Костровский с/с вошёл в Солнечногорский сельский район. 11 января 1965 года Костровский с/с был возвращён в восстановленный Истринский район.
30 мая 1978 года в Костровском с/с был упразднён посёлок Никольской больницы.
3 февраля 1994 года Костровский с/с был преобразован в Костровский сельский округ.
В ходе муниципальной реформы 2004—2005 годов Костровский сельский округ прекратил своё существование как муниципальная единица. При этом все его населённые пункты были переданы в сельское поселение Костровское.
29 ноября 2006 года Костровский сельский округ исключён из учётных данных административно-территориальных и территориальных единиц Московской области.